# Никон (де Греве)
Архиепископ Никон (в миру Алексей Иванович Греве; 6 (18) февраля 1895, Батум, Кутаисская губерния — 12 июня 1983, Статен-Айленд, штат Нью-Йорк) — епископ Православной Церкви в Америке, архиепископ Бруклинский и Манхэттенский.

## Биография
Окончил Тифлисский кадетский корпус и Павловское военное училище в Санкт-Петербурге.
Офицер лейб-гвардии Московского полка, участник 1-й мировой войны на западном фронте, а затем на Турецком. Окончил войну в чине полковника. Воевал в рядах Добровольческой армии на Юге России, дважды ранен.
В 1920 году эмигрировал в Бельгию. Поступил в Свято-Сергиевский православный богословский институт в Париже. В 1927 году по инициативе студентов Алексея Греве (будущего архиепископа Никона), Константина Струве (будущего архимандрита Саввы) и Владимира Кульмана (будущего епископа Мефодия) возникло Братство имени преподобного Сергия Радонежского.
29 ноября 1927 года в храме Сергиевского подворья был пострижен в монашество с именем Никон, а 4 декабря того же года был митрополитом Евлогием (Георгиевским) рукоположён в сан иеродиакона. 20 апреля 1928 года был рукоположён в сан иеромонаха. В том же году окончил Свято-Сергиевский богословский институт. Служил в Александро-Невском кафедральном соборе на улице Дарю в Париже.
В 1928—1929 годы был редактором духовного журнала «Сергиевские листки», издаваемого Братством преподобных Сергия и Никона.
15 июня 1928 года назначен настоятелем в Николаевскую русскую церковь в Братиславе в Чехословакии, где служил миссионером, после того как отец Сергий Четвериков был переведён оттуда. В 1933 года был возведён в сан игумена. Вот как описывает его труды митрополит Евлогий: «О. Никон с самоотверженностью отнёсся к своему пастырскому долгу, отлично повёл приход, уделяя особое внимание детям: школам, детским праздникам и проч. Продолжал он и линию миссионерской деятельности о. Четверикова. Он разъезжал по Словакии, навещая своих духовных детей. И в каких подчас тяжких условиях! В 20-градусные морозы по снежным равнинам в открытых санях, в плохонькой ряске… Бесчисленные панихиды на кладбищах, в морозные дни. Полное пренебрежение к своему здоровью, удобству, покою… <…> Он себя не щадил, от постоянных служб на кладбищах, на холоду, у него стала развиваться болезнь горла, перевод в Париж мог быть спасением».
1 мая 1935 года освобождён от служения в Братиславе и назначен третьим священником Александро-Невского собора в Париже. Также он становится законоучителем Русской гимназии в Париже (последнюю должность занимал до 30 мая 1943 года). 7 января 1936 года возведён в сан архимандрита.
В 1936 году участвовал в освящении памятника русским воинам, павшим на французском фронте в Сент-Илер-ле-Гран (департамент Марн).
Был членом епархиального совета Временного Русского Западно-Европейского экзархата. Участвовал в Русском студенческом христианском движении (РСХД), участник съездов РСХД. Читал циклы лекций о православии в приходах в предместьях Парижа, в том числе храма Христа Спасителя в Аньере, храма во имя иконы Державной Божьей Матери в Шавиле, на Курсах по вопросам православия в Казачьем музее в Курбевуа (1930-е), в приходе Свято-Никольской церкви в Ницце (1938) и др.
В конце 1930-х годов митрополит Евлогий охарактеризовал о. Никона как «человека горящей веры и подвижнического духа».
Во время немецкой оккупации Париж он служил помощником митрополиту Евлогию и был интернирован нацистами. После ареста нацистами архиепископа Брюссельского Александра (Немоловского) отец Никон был послан в Бельгию, возглавлять епархию на время отсутствия её архипастыря.
В 1940—1942 годы был исполняющим должность настоятеля Николаевской церкви в Брюсселе.
После окончания войны вместе с митрополитом Евлогием вошёл в подчинение Московскому Патриархату.
В сентябре 1945 года присутствовал на приёме в Советском посольстве в честь митрополита Николая (Ярушевича).
По указу патриарха Московского Алексия I на основании исключительно хорошей рекомендации митрополита Евлогия, избран во епископа. Задолго до его хиротонии обсуждался вопрос, будет ли архимандрит Никон присягать Патриарху Московскому. По свидетельству митрополита Серафима, только он один настаивал на принесении присяги патриарху Алексию, однако архиепископ Владимир до последнего уклонялся от решения этого вопроса.
23 февраля 1946 года в Александро-Невском соборе на ул. Дарю состоялось наречение архимандрита Никона во епископа. В наречении принимали участие митрополит Серафим (Лукьянов), перешедший из РПЦЗ, архиепископ Владимир (Тихоницкий), епископы Сергий (Королёв) и Иоанн (Леончуков). При прочтении исповедания веры не прочитал пункт о повиновении патриарху Московскому Алексию.
На следующий день, 24 февраля 1946 году там же состоялась хиротония архимандрита Никона во епископа Сергиевского. Хиротонию возглавил митрополит Евлогий, которому сослужили архиереи, днём ранее участвовавшие в наречении. Во время службы митрополит сидел в алтаре в кресле, и к престолу его подводили только два раза — во время хиротонии и для причастия. По окончании литургии митрополит Евлогий зачитал слово новопоставленному епископу Никону, после чего был в кресле унесён домой. Митрополит Серафим писал: «Получилось тягостное впечатление, неизвестно, кому будет ставленник повиноваться — Патриарху Московскому или Константинопольскому»
С 15 марта по 1 октября 1946 года управлял приходами в Бельгии и был настоятелем Свято-Николаевской церкви в Брюсселе.
После смерти митрополита Евлогия 8 августа 1946 года вместе с архиепископом Ниццким Владимиром (Тихоницким) отказался пребывать в юрисдикции Московского Патриархата. 6 марта 1947 года Патриарх Константинопольский Максим V утвердил существование Западноевропейского Экзархата в своей юрисдикции и присвоил титул Патриаршего экзарха архиепископу Владимиру, который 8 июля того же года возведён в сан митрополита. 27 мая 1947 года Священный Синод РПЦ издали указ об исключении перешедших в юрисдикцию Константинопольского Патриархата архиереев из иерархии Русской Церкви.
Уехал в США, где в 1947 году он вошёл юрисдикцию в русской «Северо-Американской митрополии».
19 сентября 1947 года он был назначен епископом Филадельфийским и ректором Свято-Тихоновской духовной семинарии в городе Саут-Кейнан, штат Пенсильвания.
В том же году, постановлением Московского патриарха Алексия и Священного Синода Русской Православной Церкви от 12 декабря 1947 года, епископ Никон подлежал суду собора епископов и наложению запрещения за «упорное противление воссоединению и незаконное анафемствование архиепископа Макария».
Епископ Никон, находясь в подчинении Американской Митрополии, 17 ноября 1947 года упомянут на Филадельфийской кафедре.
С 7 мая 1952 года — епископ Торонтский и Канадский.
В 1959 году епископ Никон был избран занять место возвращавшегося в США архиепископа Иринея (Бекиша) в Японии. Вначале он назначается на Киотоскую викарную кафедру и прибывает в Японию в январе 1960 года, в то время как архиепископ Ириней некоторое время сохраняет титул Токийского. Взяв бразды правления, владыка Никон вскорости назначается на пост Токийского архиерея уже как архиепископ.
В течение своего недолгого пребывания в Японии владыка Никон проявил себя ревностным миссионером, нестяжателем, молитвенником и постником. В личных отношениях он был смирен и очень прост, принимал одинаковое участие в жизни всей паствы без различия на «красных» и «белых». При нём продолжилось восстановление Японской Церкви из руин Второй мировой войны. Его прямота и подвижничество заметно отличалось от дипломатического подхода его предшественника.
7 июня 1962 года архиепископ Никон покинул Японию и вернулся в США, где был назначен на место помощника престарелого предстоятеля Митрополии, митрополита Леонтия (Туркевича).
По кончине митрополита Леонтия в 1965 году, архиепископ Никон переводится на Бруклинскую кафедру, викарием Митрополита всея Америки и Канады.
К концу жизни владыка был хранителем архива Православной Церкви в Америке.
В 1979 году ушёл на покой, после чего проживал в доме для престарелых во имя святых Космы и Дамиана в Статен-Айленде (штат Нью-Йорк), где и почил 12 июня 1983 года.
Согласно завещанию епископ Никон был похоронен в Париже на кладбище Сент-Женевьев-де-Буа.